# Палермо
Палермо (итал. Palermo, на месном говору Palermu) је пети по величини град Италије, средиште Округа Палермо, главни град истоимене покрајине и аутономне регије Сицилије у југозападној Италији. Палермо је познат као средиште Сицилије и важно упориште италијанске мафије.

## Порекло назива
Порекло назива Палерма везано је за доба када је град био колонија старе Грчке, када су му дали име Панормус, у значењу Цела лука. Ово име је дало данашњи назив града.

## Географија
Палермо се налази у југозападном делу Италије. Од престонице Рима град је удаљен 930 км јужно.

### Рељеф
Палермо се сместио у северозападном делу Сицилије. Град се образовао уз јужну обалу Тиренског мора, у невеликом заливу истог назива. Палермо данас испуњава целу невелику равницу Златна Конка, окружену планинама са свих страна - планине Пелегрино и Гало.

### Клима
Клима у Палерму је средоземна клима. Стога су лета топла и сушна, а зиме благе и кишовите.
| Клима Палермо-Бокадифалко аеродрома у предграђу (надморскоа висина: 117 m, satellite view), 1971-2000 нормале, екстреми 1943-садашњост | Клима Палермо-Бокадифалко аеродрома у предграђу (надморскоа висина: 117 m, satellite view), 1971-2000 нормале, екстреми 1943-садашњост | Клима Палермо-Бокадифалко аеродрома у предграђу (надморскоа висина: 117 m, satellite view), 1971-2000 нормале, екстреми 1943-садашњост | Клима Палермо-Бокадифалко аеродрома у предграђу (надморскоа висина: 117 m, satellite view), 1971-2000 нормале, екстреми 1943-садашњост | Клима Палермо-Бокадифалко аеродрома у предграђу (надморскоа висина: 117 m, satellite view), 1971-2000 нормале, екстреми 1943-садашњост | Клима Палермо-Бокадифалко аеродрома у предграђу (надморскоа висина: 117 m, satellite view), 1971-2000 нормале, екстреми 1943-садашњост | Клима Палермо-Бокадифалко аеродрома у предграђу (надморскоа висина: 117 m, satellite view), 1971-2000 нормале, екстреми 1943-садашњост | Клима Палермо-Бокадифалко аеродрома у предграђу (надморскоа висина: 117 m, satellite view), 1971-2000 нормале, екстреми 1943-садашњост | Клима Палермо-Бокадифалко аеродрома у предграђу (надморскоа висина: 117 m, satellite view), 1971-2000 нормале, екстреми 1943-садашњост | Клима Палермо-Бокадифалко аеродрома у предграђу (надморскоа висина: 117 m, satellite view), 1971-2000 нормале, екстреми 1943-садашњост | Клима Палермо-Бокадифалко аеродрома у предграђу (надморскоа висина: 117 m, satellite view), 1971-2000 нормале, екстреми 1943-садашњост | Клима Палермо-Бокадифалко аеродрома у предграђу (надморскоа висина: 117 m, satellite view), 1971-2000 нормале, екстреми 1943-садашњост | Клима Палермо-Бокадифалко аеродрома у предграђу (надморскоа висина: 117 m, satellite view), 1971-2000 нормале, екстреми 1943-садашњост | Клима Палермо-Бокадифалко аеродрома у предграђу (надморскоа висина: 117 m, satellite view), 1971-2000 нормале, екстреми 1943-садашњост |
| Показатељ \ Месец | .Јан. | .Феб. | .Мар. | .Апр. | .Мај. | .Јун. | .Јул. | .Авг. | .Сеп. | .Окт. | .Нов. | .Дец. | .Год. |
| --- | --- | --- | --- | --- | --- | --- | --- | --- | --- | --- | --- | --- | --- |
| Апсолутни максимум, °C (°F) | 27,2 (81) | 28,1 (82,6) | 34,6 (94,3) | 32,2 (90) | 39,1 (102,4) | 44 (111) | 43,6 (110,5) | 45,2 (113,4) | 41,2 (106,2) | 37,4 (99,3) | 30,3 (86,5) | 26,7 (80,1) | 45,2 (113,4) |
| Максимум, °C (°F) | 14,7 (58,5) | 14,5 (58,1) | 16,4 (61,5) | 18,7 (65,7) | 23,3 (73,9) | 27,2 (81) | 29,8 (85,6) | 30,5 (86,9) | 27,5 (81,5) | 23,5 (74,3) | 19,0 (66,2) | 15,8 (60,4) | 21,74 (71,13) |
| Просек, °C (°F) | 11,8 (53,2) | 11,5 (52,7) | 13,0 (55,4) | 15,1 (59,2) | 19,3 (66,7) | 23,2 (73,8) | 25,7 (78,3) | 26,6 (79,9) | 23,8 (74,8) | 20,1 (68,2) | 15,9 (60,6) | 13,0 (55,4) | 18,25 (64,85) |
| Минимум, °C (°F) | 8,9 (48) | 8,5 (47,3) | 9,6 (49,3) | 11,4 (52,5) | 15,3 (59,5) | 19,2 (66,6) | 21,7 (71,1) | 22,7 (72,9) | 20,1 (68,2) | 16,7 (62,1) | 12,9 (55,2) | 10,2 (50,4) | 14,77 (58,59) |
| Апсолутни минимум, °C (°F) | −1,2 (29,8) | 0 (32) | −0,3 (31,5) | 4,6 (40,3) | 8,4 (47,1) | 11 (52) | 14,8 (58,6) | 13,1 (55,6) | 10,6 (51,1) | 7,2 (45) | 3,6 (38,5) | 0,8 (33,4) | −1,2 (29,8) |
| Количина падавина, mm (in) | 97,5 (3,839) | 109,9 (4,327) | 78,2 (3,079) | 65,1 (2,563) | 36,2 (1,425) | 17,9 (0,705) | 6,7 (0,264) | 31,8 (1,252) | 65,3 (2,571) | 105,6 (4,157) | 117,5 (4,626) | 123,7 (4,87) | 855,4 (33,678) |
| Дани са падавинама | 9,6 | 9,6 | 8,7 | 8,6 | 4,1 | 1,9 | 1,2 | 2,4 | 5,4 | 8,2 | 10,4 | 12 | 82,1 |
| Извор #1: Servizio Meteorologico | | | | | | | | | | | | | |
| Извор #2: Tu Tiempo Extreme temperatures.                                                                                              | | | | | | | | | | | | | |

| Клима Палерма (Пунта Рејзи аеродром), надморска висина: 21 m (69 ft), 1961-1990 нормале, екстреми 1960-садашњост | Клима Палерма (Пунта Рејзи аеродром), надморска висина: 21 m (69 ft), 1961-1990 нормале, екстреми 1960-садашњост | Клима Палерма (Пунта Рејзи аеродром), надморска висина: 21 m (69 ft), 1961-1990 нормале, екстреми 1960-садашњост | Клима Палерма (Пунта Рејзи аеродром), надморска висина: 21 m (69 ft), 1961-1990 нормале, екстреми 1960-садашњост | Клима Палерма (Пунта Рејзи аеродром), надморска висина: 21 m (69 ft), 1961-1990 нормале, екстреми 1960-садашњост | Клима Палерма (Пунта Рејзи аеродром), надморска висина: 21 m (69 ft), 1961-1990 нормале, екстреми 1960-садашњост | Клима Палерма (Пунта Рејзи аеродром), надморска висина: 21 m (69 ft), 1961-1990 нормале, екстреми 1960-садашњост | Клима Палерма (Пунта Рејзи аеродром), надморска висина: 21 m (69 ft), 1961-1990 нормале, екстреми 1960-садашњост | Клима Палерма (Пунта Рејзи аеродром), надморска висина: 21 m (69 ft), 1961-1990 нормале, екстреми 1960-садашњост | Клима Палерма (Пунта Рејзи аеродром), надморска висина: 21 m (69 ft), 1961-1990 нормале, екстреми 1960-садашњост | Клима Палерма (Пунта Рејзи аеродром), надморска висина: 21 m (69 ft), 1961-1990 нормале, екстреми 1960-садашњост | Клима Палерма (Пунта Рејзи аеродром), надморска висина: 21 m (69 ft), 1961-1990 нормале, екстреми 1960-садашњост | Клима Палерма (Пунта Рејзи аеродром), надморска висина: 21 m (69 ft), 1961-1990 нормале, екстреми 1960-садашњост | Клима Палерма (Пунта Рејзи аеродром), надморска висина: 21 m (69 ft), 1961-1990 нормале, екстреми 1960-садашњост |
| Показатељ \ Месец                                                                                                | .Јан. | .Феб. | .Мар. | .Апр. | .Мај. | .Јун. | .Јул. | .Авг. | .Сеп. | .Окт. | .Нов. | .Дец. | .Год. |
| --- | --- | --- | --- | --- | --- | --- | --- | --- | --- | --- | --- | --- | --- |
| Апсолутни максимум, °C (°F)                                                                                      | 25,6 (78,1) | 29,4 (84,9) | 34,7 (94,5) | 34,6 (94,3) | 39,9 (103,8) | 44 (111) | 43,1 (109,6) | 42,4 (108,3) | 40,6 (105,1) | 35,2 (95,4) | 31 (88) | 26,7 (80,1) | 44 (111) |
| Максимум, °C (°F)                                                                                                | 14,8 (58,6) | 15,1 (59,2) | 16,1 (61) | 18,4 (65,1) | 21,8 (71,2) | 25,1 (77,2) | 28,3 (82,9) | 28,8 (83,8) | 26,6 (79,9) | 22,9 (73,2) | 19,3 (66,7) | 16,0 (60,8) | 21,1 (69,97) |
| Просек, °C (°F)                                                                                                  | 12,5 (54,5) | 12,6 (54,7) | 13,5 (56,3) | 15,7 (60,3) | 18,9 (66) | 22,4 (72,3) | 25,6 (78,1) | 26,2 (79,2) | 24,1 (75,4) | 20,3 (68,5) | 16,8 (62,2) | 13,7 (56,7) | 18,52 (65,35) |
| Минимум, °C (°F)                                                                                                 | 10,2 (50,4) | 10,1 (50,2) | 10,9 (51,6) | 12,9 (55,2) | 16,0 (60,8) | 19,7 (67,5) | 22,9 (73,2) | 23,6 (74,5) | 21,5 (70,7) | 17,8 (64) | 14,3 (57,7) | 11,5 (52,7) | 15,95 (60,71) |
| Апсолутни минимум, °C (°F)                                                                                       | 1,4 (34,5) | 2,4 (36,3) | 2,4 (36,3) | 5,8 (42,4) | 9 (48) | 13,3 (55,9) | 16 (61) | 17,9 (64,2) | 13 (55) | 8 (46) | 5,1 (41,2) | 1,6 (34,9) | 1,4 (34,5) |
| Количина падавина, mm (in)                                                                                       | 71,6 (2,819) | 65,4 (2,575) | 59,5 (2,343) | 44,1 (1,736) | 25,5 (1,004) | 12,2 (0,48) | 5,1 (0,201) | 13,3 (0,524) | 41,5 (1,634) | 98,0 (3,858) | 94,3 (3,713) | 80,0 (3,15) | 610,5 (24,037)                                                                                                   |
| Дани са падавинама                                                                                               | 10 | 10 | 9 | 6 | 3 | 2 | 1 | 2 | 4 | 8 | 9 | 11 | 75 |
| Релативна влажност, %                                                                                            | 73 | 72 | 72 | 72 | 72 | 71 | 69 | 71 | 72 | 71 | 70 | 73 | 71,5 |
| Извор #1: NOAA                                                                                                   | | | | | | | | | | | | | |
| Извор #2: Altervista Extreme temperatures.                                                                       | | | | | | | | | | | | | |

### Воде
Палермо се развио у најјужнијем делу Тиренског мора. Море је неодвојиви део града, а градска привреда је веома ослоњена на делатности повезане са њим (лука, рибарство, морски туризам).

## Историја

### Праисторија
Подручје данашњег Палерма насељено је у доба праисторије, пре око 8.000 година. Град је у то време био насељен племеном Сикулима.

### Антика
По предању насеље на месту града основали су Картагињани 734. п. н. е. и владали подручјем неколико векова. Касније, доласком Грка на источне обале Сицилије и оснивањем Велике Грчке долази до ратова између њих и Картагињана на западу острва. У то време град је био и у грчким рукама, коју су му дали име Панормус, у значењу Цела лука. Ово име је дало данашњи назив града. Стални ратови између Грка и Картагињана ослабили су обе стране, па Палермо у 3. веку п. н. е. прелази у руке старог Рима. Неколико следећих векова град је провео у миру и привредном процвату.

### Средњи век
Почетком средњег века Палермо мења више господара (Вандали, Остроготи, Готи). У 7. веку град освајају Византинци у време моћног цара Јустинијана I. Византијска владавина окончала се 831. године када град пада у руке Арапа - Сарацена. У доба арабљанске владавине Палермо постаје водеће место на острву и нагло напредује. Међутим, 1072. године преузимају Нормани, који оснивају државу на југу данашње Италије, која је трајала неколико следећих векова - Краљевство Сицилија. У ово време град поново постаје хришћанско средиште. Гради се много цркава и градских палата.

### Нови век
Током неколико векова постојања Краљевство Сицилија имало је неколико владарских кућа на челу - Нормани, Анжујци, Арагонци, Савоја, Хабзбурговци, Бурбони. Након Француске револуције и Наполеоновог освајања Италије 1797. године У 19. веку град губи многе одлике престонице у корист Напуља. Палермо 1860. године улази у састав Краљевине Италије. После уједињења државе Палермо постаје средиште Сицилије и напредује. Међутим, вишевековни јаз Југа и Севера ни данас није превазиђен, па су становници Палерма и даље осетно сиромашнији од становника већих градова на северу Италије.

## Становништво
Према резултатима пописа становништва 2011. у општини је живело 657.561 становника.
| 1931.   | 1936.   | 1951.   | 1961.   | 1971.   | 1981.   | 1991.   | 2001.   | 2011.   |
| ------- | ------- | ------- | ------- | ------- | ------- | ------- | ------- | ------- |
| 379.905 | 411.879 | 490.692 | 587.985 | 642.814 | 701.782 | 698.556 | 686.722 | 657.561 |

2008. године. Палермо је имао нешто преко 650.000 становника, за двоструко више него на почетку 20. века, али за исто као 1970. године. Стагнирање становништва током протеклих деценија узроковано је сталним пресељењем становништва (махом младих породица) у мирнија предграђа са вишим квалитетом живота, али и сталном сеобом у северне, развијеније делове Италије. И поред тога градско становништво је млађе и са вишим природним прираштајем него у остатку државе.
Град данас има готово безначајан удео имигрантског становништва, досељеника из свих крајева свега 2%.
Палермо има велико градско подручје са 850 хиљада становника (тзв. „Велики Палермо"). Метрополитенско подручје града има око милион становника и превазилази границе градског округа.

## Градска привреда
Палермо је одувек био град повезан са морем, па се градска привреда некада, али и данас ослањала на лучне делатности, поморство и бродоградњу. Поред тога, данас је Палермо и велико управно, културно и образовно средиште, а у близини града постоје бројна туристичка одредишта везана за туризам на Средоземљу.
Велики проблем града је развијен криминал и деловање познате сицилијанске мафије. Због тога је Палермо привредно много слабији од многих мањих градова на северу Италије.

## Градске знаменитости
Целокупни стари део града Палерма је туристичка знаменитост града, посебно када се узме у обзир да је он у себи сачувао одлике многих утицаја некадашњих градских освајача и становника (Грци, Римљани, Византинци, Арапи, Нормани, Шпанци).
Најважније знаменитости су:
- Градска катедрала, грађена од 12. века,
- Манастир Сан Ђовани дељи Еремити, из 12. века,
- Црква Св. Каталда, из 12. века,
- Норманска палата, из 12. века,
- Катакомбе Капуцинера,
- Театро Масимо (итал. Teatro Massimo Vittorio Emanuele) из 1897, највећа оперска кућа у Италији

## Партнерски градови
Палермо је сестрињски град са:
- Вилњус
- Бизерта
- Букаву
- Ченгду
- Гдањск
- Ханој
- Кан Јунис
- Мајами
- Монтереј
- Палермо
- Темишвар
- Пистоја
- Ријека
- Самара
- Сантијаго де Куба
- Тбилиси
- Јарослављ
- Загреб

## Галерија
- Катедрала у Палерму
- Театро Масимо
- Норманска палата
- Црква св. Каталда
- Манастир Сан Ђовани дељи Еремити
- Споменик Карлу V
- Археолошки музеј
- Стадион „Деље Палме“